# 台灣杉一號
台灣杉一號（英語： 1，原名Peta HPC）是由中華民國國家實驗研究院國家高速網路與計算中心（簡稱「國網中心」）、中華電信與富士通共同建置的超級電腦，用於取代已服役7年、無法滿足龐大計算需求的超級電腦御風者。台灣杉是台灣首部計算能量達Peta等級的公用計算主機。在2017年11月發布的TOP500世界五百大超級電腦排名中，名稱還是Peta HPC的台灣杉排名第96名，也是台灣當年唯一一台擠入500大的超級電腦。因使用年限屆滿，已於2024年3月31日停機除役。

## 命名緣由
國網中心主任謝錫堃表示，台灣杉是台灣原生種，十分高聳，原住民又稱「撞到月亮的樹」，具有良好水土保持功能，促進多元生態發展，可說是台灣生態基石，而新超級電腦提供強大計算能量，將成為科技研究基盤及穩固的基石，促進台灣科研蓬勃發展茁壯，且英文名字「Taiwania」也讓台灣名字可以藉此走向國際，出現在不同的期刊、研發成果報告上。

## 歷史
由於原有的超級電腦御風者已使用7年，超過年限，計算資源也不足使用，無法因應現在計算能量越來越大的科學等研究，為迎接人工智慧浪潮，台灣必須要有高速運算基礎建設，科技部一方面在國網中心新建Peta超級電腦，一方面在前瞻基礎建設計畫下建置人工智慧主機，預訂年底完成。
謝錫堃估計台灣杉啟用後2年內就會達到運算能量的七成，第3年就會滿載，屆時可能還需要建置運算能量更強大的超級電腦。至於原超級電腦御風者、IRIS和Formosa 5會陸續在2019年8、9月除役並捐贈給學術研究單位，台灣杉一號啟用後，將開放給產學各界使用，針對學術界僅收成本價的使用費為每個CPU核心使用1小時收取新臺幣0.7元。
2024年3月31日，台灣杉一號停機除役，國網中心提供轉換至台灣杉三號指令對照說明以協助轉移。

## 規格
台灣杉一號有9座機櫃配置了630個純CPU計算節點（共25,200個2.4 GHz的Intel Xeon Gold 6148處理器核心）、3座機櫃配置64個CPU加GPU的加速器節點（含2,560個處理器核心及256個Nvidia P100 GPU）、總記憶體容量達157 TB。
國網中心表示，若加上GPU計算能量，整體將超過1.7 PFlops，為原超級電腦御風者計算能力的10倍。台灣杉一號的計算能源效率為每瓦4 GFlops，比御風者省10倍。在最新全球超級電腦綠能500強排行榜中，台灣杉名列第31。台灣杉佔用機房面積為10坪，僅原御風者30坪的三分之一。
另外，台灣杉一號裝有圖形使用者介面，較原御風者的指令式操作更容易上手。

## 資料來源
1. 1 2 3 4 5 6 7 8 9 10 11 12 13 14 15 16  羅正漢. . iThome. 2018-05-08  [2018-05-09]. （原始内容存档于2018-05-08） （中文（臺灣））.
2. 1 2 3  .   [2024-06-25]. （原始内容存档于2024-05-26） （中文（臺灣））.
3. 1 2  . www.top500.org.   [2018-05-09]. （原始内容存档于2018-04-03）.
4. ↑  蘇文彬. . iThome. 2017-11-15  [2018-05-09]. （原始内容存档于2018-04-22） （中文（臺灣））.
5. ↑  . www.top500.org.   [2018-05-09]. （原始内容存档于2018-02-02） （英语）.
6. ↑  黃亦筠. . 天下雜誌.   [2018-05-09]. （原始内容存档于2018-05-09） （中文（臺灣））.
7. ↑  . 聯合新聞網. 中央社.   [2018-05-09]. （原始内容存档于2018-05-08） （中文（臺灣））.
8. 1 2  江睿智. . INSIDE 硬塞的網路趨勢觀察. 聯合新聞網. 2018-05-09  [2018-05-09]. （原始内容存档于2018-05-09） （中文（臺灣））.
9. ↑  簡惠茹. . 自由時報電子報.   [2018-05-09]. （原始内容存档于2018-05-08） （中文（臺灣））.
10. ↑  . www.top500.org.   [2018-05-09]. （原始内容存档于2018-04-03） （英语）.

## 外部連結
- 國家實驗研究院 （页面存档备份，存于）（繁體中文）（页面存档备份，存于）
- 國家高速網路與計算中心（繁體中文）（页面存档备份，存于）
- TAIWANIA -  PRIMERGY CX2550 M4/CX2560 M4/CX2570 M4, XEON GOLD 6148 20C 2.4GHZ, INTEL OMNI-PATH（英文）（页面存档备份，存于）
- GREEN500 （页面存档备份，存于）（英文）